# Inchbrayock Stone

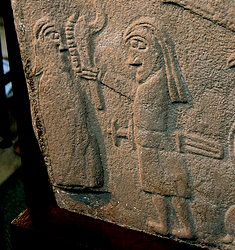
Inchbrayock Stone

Der Inchbrayock Stone (benannt nach seinem auch als Inchbraoch oder Rossie Island bezeichneten Fundort) ist ein Piktischer Symbolstein der Class II. Er wurde 1849 auf dem örtlichen Friedhof von Inchbrayock, heute ein Ortsteil von Montrose in der schottischen Council Area Angus entdeckt. Der Cross Slab aus dem 9. Jahrhundert befindet sich seit 1859 im Montrose Museum. Der Symbolstein wird mitunter wegen eines auf ihm abgebildeten Motivs Samson Stone genannt, ist aber nicht zu verwechseln mit dem Findling „Samson’s Putting Stone“ auf dem Bochastle Hill westlich von Callander.

## Beschreibung
Es ist eine beidseitig im Flachrelief skulptierte rechteckige Platte aus Old-Red-Sandstein (ORS). Sie misst 0,73 × 0,48 × 0,05 m. Eine Seite trägt ein Ringkreuz mit rechteckigen Armen und Schaft und einem zentralen Quadrat, das von dem Ring umgeben ist. Das Quadrat ist mit Verzierungen gefüllt, die sich in die Arme und den Schaft erstrecken und dort unregelmäßige Spiralmuster bilden. Links oben befindet sich eine Kreatur mit einem länglichen Körper und verschlungenen Hinterbeinen. Rechts befinden sich zwei verknotete Schlangen. Links neben dem Schaft finden sich ein Vierbeiner mit großem Ohr und einer Mähne, die als eingeschnittener Zick-Zack dargestellt ist, und kleines Tier. Rechts sind zwei gegenüberstehende Figuren zu sehen, eine groß mit einem Tierkopf, die scheinbar die überlangen Haare der kleineren Figur abschneidet (auch als Delilah und Samson interpretiert). Beide tragen Tuniken, die der kleineren Figur mit dekorativem Saum, die der größeren mit verziertem Gürtel.
Das Thema setzt sich auf der Rückseite fort, wo am oberen linken Rand eine große Echse den Raum einnimmt und zwei kleinere sich kaum erkennbar entlang des rechten Plattenrandes hinstrecken. In der Mitte der Platte liegen ein Eselfohlen und ein Hund. Zwischen den Szenen reitet ein mit Speer, Rundschild und Schwert bewaffneter Mann auf einem Esel. Zwei abstrakte runde Motive füllen den Raum vor dem Esel. Am Fuße der Platte befindet sich links ein Geistlicher in einem Umhang, der von einem schwerttragenden Mann bedroht wird, der eine Tunika trägt. In seiner rechten Hand befindet sich ein merkwürdig geformter Stecken. Die Figur in der rechten Ecke wurde als Maria mit Kind, schwangere Frau oder bärtiger Mann mit einem Rundschild interpretiert. Sein gestreiftes oder plissiertes Kleidungsstück ähnelt demjenigen, das Krieger auf den Platten von Kirriemuir und Menmuir tragen.

## Weitere Funde
Ebenfalls vom örtlichen Friedhof stammen die Funde von zwei Fragmenten piktischer Symbolsteine, die möglicherweise zusammengehören. Das eine Fragment ist die obere Hälfte eines Symbolsteins, der 1857 beim Ausheben eines Grabes gefunden worden war und sich ebenfalls im Montrose Museum befindet. Die Vorderseite zeigt die obere Hälfte eines Kreuzes, in den Ecken befindet sich die Darstellung eines Adlers, der den Evangelisten Johannes symbolisieren könnte. Die Rückseite zeigt eine Jagdszene. Ein 1884 entdecktes weiteres Fragment gilt seit dem frühen 20. Jahrhundert als verschollen und ist nur noch von einem Foto bekannt. Dieses Foto zeigt die untere Hälfte der Darstellung einer Jagdszene auf einem piktischen Symbolstein, die die Fortsetzung des anderen Fragments darstellen könnte.